# 富士山温泉
富士山温泉（ふじさんおんせん）は山梨県富士吉田市上吉田東にある温泉。温泉の周辺には富士五湖と富士急ハイランドがある。

## 泉質
- カルシウム・ナトリウム−硫酸塩泉（高アルカリ性石膏泉）
  - 泉温 37℃

## 温泉地
富士吉田市街地から少し離れた森林地帯に位置する一軒宿「ホテル鐘山苑」の敷地内で湧出している温泉。
日帰り入浴可能。客室や温泉、併設している庭園から富士山を眺望できる。夕食は地元の旬の食材を使っている。別館の「別墅然然」には、全室に温泉を引いている。

## 歴史
- 1971年（昭和46年）- 「ホテル鐘山苑」開業[1]。
- 1993年4月（平成5年）- 温泉掘削。同年12月に「庭園露天風呂」完成。
- 1994年（平成6年）- 「大滝大露天風呂」完成。

## アクセス
鉄道
- 富士山麓電気鉄道富士急行線・富士山駅より、ホテル送迎バスで10分。

自動車
- 東富士五湖道路山中湖ICより国道138号経由、車で10分。
- 中央自動車道河口湖ICより国道138号経由、車で15分。